# Chaeryeong
Lee Chae-ryeong (hangul: 이채령; Yongin, 5 de junio de 2001), más conocida como Chaeryeong, es una cantante, rapera y bailarina surcoreana. Es popularmente conocida por formar parte de Itzy, un grupo femenino surcoreano de K-pop formado por JYP Entertainment en 2019.

## Biografía
La cantante nació en Yongin, Provincia de Gyeonggi, Corea del Sur el 5 de junio de 2001. Su familia está compuesta por sus padres, su hermana mayor, Chaeyeon, exintegrante de Iz*One y su hermana menor, Chaemin. Asistió a Hanlim Arts School, donde se graduó en noviembre de 2019, junto a su compañera de grupo Ryujin. Sin embargo, decidió no ingresar a la universidad.

## Carrera

### 2013-presente: Inicio de carrera y debut
Chaeryeong comenzó su carrera como cantante después de aparecer como competidora en el programa K-pop Star 3 el 24 de noviembre de 2013, junto con su hermana, Chaeyeon. Las hermanas fueron eliminadas del programa, pero firmaron con JYP Entertainment para iniciar su entrenamiento. Practicando durante aproximadamente un año como aprendiz, el 5 de mayo de 2015, Chaeryeong junto con su hermana, participaron en el programa Sixteen para formar un nuevo grupo femenino, Twice. Fue eliminada en el episodio final y, por lo tanto, no hizo su debut. Cuatro años después, el 20 de enero de 2019, Chaeryeong fue revelada como una nueva integrante de Itzy. El grupo debutó el 12 de febrero de 2019 con el sencillo «Dalla Dalla».

## Filmografía

### Programas de variedades
| Año     | Título       | Canal | Notas       |
| ------- | ------------ | ----- | ----------- |
| 2013-14 | K-pop Star 3 | SBS   | Concursante |
| 2015    | Sixteen      | Mnet  | Concursante |
| 2017    | Stray Kids   | Mnet  | Cameo       |